# Hashida Sugako
Hashida Sugako (japanisch 橋田 寿賀子; verheiratete Iwasaki Sugako; * 10. Mai 1925 in Keijō, Provinz Chōsen, damaliges Japanisches Kaiserreich, heute Seoul, Südkorea; † 4. April 2021 in Atami) war eine japanische Fernsehautorin und Essayistin.

## Leben
Hashida wurde im heutigen Seoul geboren und zog als Kind mit ihrer Mutter auf die japanischen Hauptinseln. Sie studierte japanische Literatur bei Kikuchi Kan an der Frauenuniversität in Tokio. Nach der Schließung des College während der Zeit des Pazifikkriegs arbeitete sie für die Kaiserlich Japanische Marine.
Nach dem Ende dieses Krieges setzte sie ihr Studium an der Waseda-Universität fort und arbeitete dann in der Skript-Abteilung der Shōchiku-Filmgesellschaft. Im Zuge der Studioschließungen verlor sie 1960 ihre Arbeit und lebte die nächsten fünf Jahre als freischaffende Dramatikerin und Autorin von Kurzgeschichten für Frauenzeitschriften.
1965 heiratete sie Iwasaki Hiroshi, der Produzent bei TBS war. Dort wurde 1973 ihr erstes erfolgreiches Fernsehdrama Ai to Shi o mitsumete  (愛と死をみつめて) gesendet. Es folgten bei NHK Filme wie Tonari no Shibafu (となりの芝生; 1976–77), der in den 1980er Jahren in Übersetzung unter dem Titel The Grass Is Greener on the Other Side im US-amerikanischen Kabelfernsehen lief, Fūfu (夫婦; 1979) und der japanische Sensationserfolg Oshin (おしん). Bei TBS liefen die Serien Michi (道; 1980), Onnatachi no Chūshingura (女たちの忠臣蔵; 1981) und Daikazoku (大家族; 1983). Neben mehreren Fernsehpreisen erhielt Hashida 1984 den Kikuchi-Kan-Preis. 2015 wurde Hashida vom japanischen Staat als Person mit besonderen kulturellen Verdiensten geehrt, 2020 wurde sie vom Kaiser mit dem Kulturorden ausgezeichnet.

## Quelle
- Chieko Irie Mulhern: "Japanese women writers: a bio-critical sourcebook", Greenwood Publishing Group, 1994, ISBN 9780313254864, S. 95–102
- S. Noma (Hrsg.): Hashida Sugako. In: Japan. An Illustrated Encyclopedia. Kodansha, 1993. ISBN 4-06-205938-X, S. 506.